# Verkehrsverbund Region Braunschweig
Der Verkehrsverbund Region Braunschweig (VRB) umfasst den öffentlichen Personennahverkehr (ÖPNV) verschiedener Verkehrsunternehmen⁣, einschließlich der Deutschen Bahn AG im Gebiet der Region Braunschweig.
Zum Verbundgebiet gehören die Landkreise Gifhorn, Goslar, Helmstedt, Peine und Wolfenbüttel sowie die Städte Braunschweig, Salzgitter und Wolfsburg. Zusätzlich sind die Bahnhöfe Hämelerwald (Lehrte, Region Hannover) und Dedenhausen (Uetze, Region Hannover) an das Verbundgebiet angeschlossen. Der Bahnhof Seesen, der Bahnhof Münchehof (Harz), sowie auch Clausthal-Zellerfeld im Oberharz, welche zum Braunschweiger Verbundgebiet gehören, sind in gleicher Weise an den Verkehrsverbund Süd-Niedersachsen per Übergangstarif angeschlossen.
Das Verbundgebiet ist in 48 Tarifzonen eingeteilt, es gibt vier Preisstufen. Der seit 1. November 1998 bestehende Verkehrsverbund war zeitweise von der Auflösung bedroht, da mehrere der teilnehmenden Verkehrsunternehmen auf eine Änderung der Einnahmeverteilung drängten und den Verbundvertrag mit Ablauf des Jahres 2005 gekündigt hatten.
Im Dezember 2016 wurde der damalige Verbundtarif Region Braunschweig in den Verkehrsverbund Region Braunschweig umbenannt.

## Verkehrsunternehmen im VRB
- Bischof-Brauner GbR
- Braunschweiger Verkehrs-GmbH (BSVG)
- DB Regio AG
- erixx GmbH
- HarzBus GbR
- Kraftverkehrsgesellschaft Braunschweig
- Kraftverkehr Mundstock GmbH (KVM)
- metronom Eisenbahngesellschaft mbH
- Omnibus Nahverkehrs-Service GmbH
- Peiner Verkehrsgesellschaft mbH (PVG)
- Regionalbus Braunschweig (RBB)
- Regionalverkehre Start Deutschland (start)
- Reisebüro Schmidt
- Stadtbus Goslar GmbH
- Verkehrsbetriebe Bachstein
- Verkehrsgesellschaft Landkreis Gifhorn mbH (VLG)
- Westfalenbahn
- Wolfsburger Verkehrs GmbH (WVG)[2]

## Weblink
- Website des Verkehrsverbundes Region Braunschweig